# Saint-Mards-de-Fresne
Pour les articles homonymes, voir Saint-Mards (homonymie) et Fresne.
Saint-Mards-de-Fresne est une commune française située dans le département de l'Eure, en région Normandie.

## Géographie

### Localisation
Saint-Mards-de-Fresne est une commune de l'Ouest du département de l'Eure et limitrophe de celui du Calvados. Elle se situe aux confins ouest du Lieuvin, aux portes du pays d'Auge. La commune est à 10 km à l'ouest de Bernay, à 19 km au sud-est de Lisieux, à 50,5 km à l'ouest d'Évreux et à 61 km au sud-ouest de Rouen.
| Le Planquay                           | Le Planquay, Saint-Vincent-du-Boulay |            |
| Courtonne-les-Deux-Églises (Calvados) | Saint-Mards-de-Fresne                | Plainville |
| Saint-Germain-la-Campagne             | Saint-Germain-la-Campagne            |            |

### Hydrographie
La commune est située dans le bassin Seine-Normandie. Elle est drainée par la Courtonne, le fossé 01 de la commune de Saint-Mards-de-Fresne et le fossé 02 de la commune de Saint-Mards-de-Fresne,,.
La Courtonne, d'une longueur de 17 km, prend sa source dans la commune  et se jette  dans l'Orbiquet à Glos, après avoir traversé six communes.

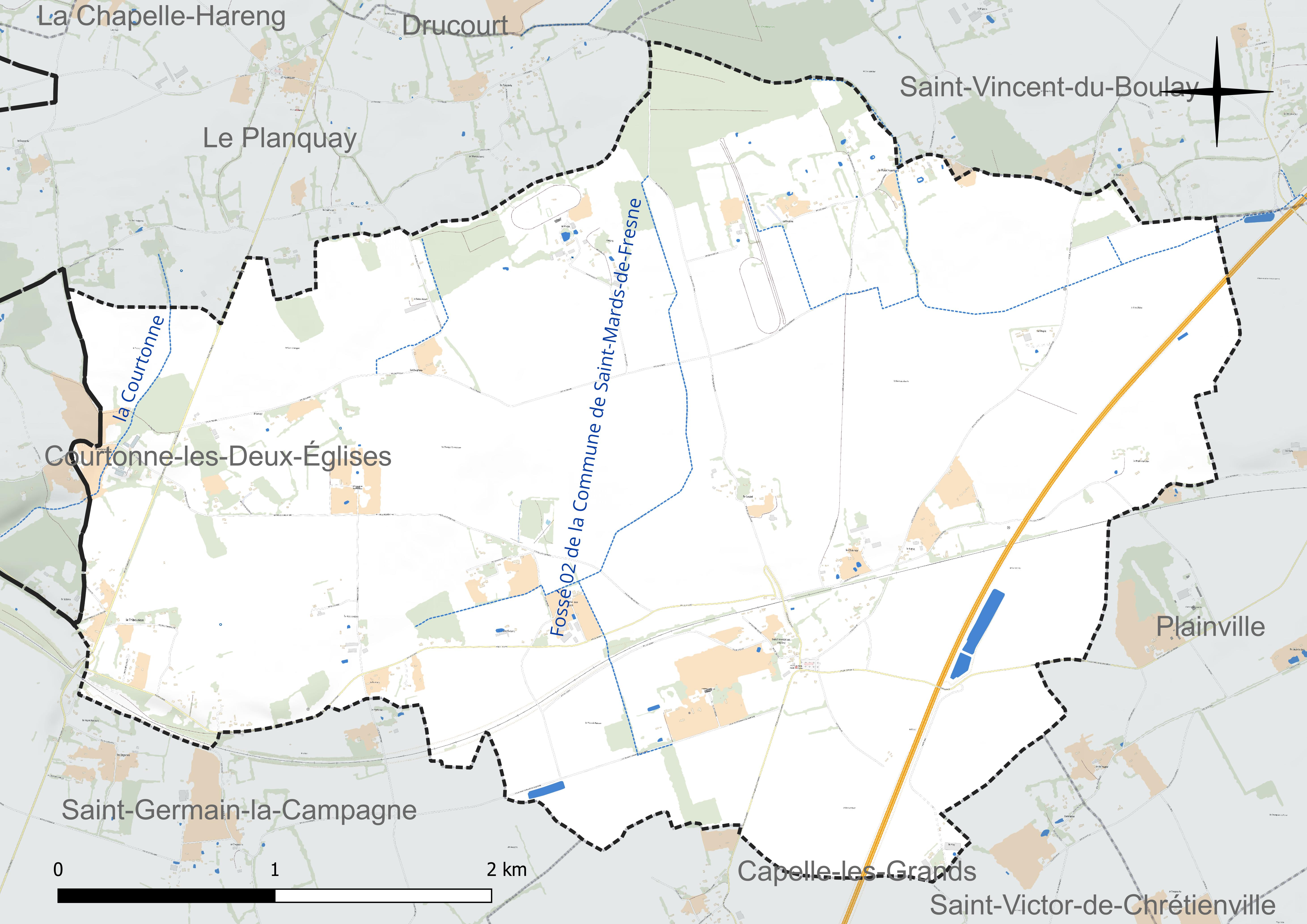
Réseau hydrographique de Saint-Mards-de-Fresne.

### Climat
Pour des articles plus généraux, voir Climat de la Normandie et Climat de l'Eure.
En 2010, le climat de la commune est de type climat océanique dégradé des plaines du Centre et du Nord, selon une étude du CNRS s'appuyant sur une série de données couvrant la période 1971-2000. En 2020, Météo-France publie une typologie des climats de la France métropolitaine dans laquelle la commune est exposée à un climat océanique et est dans la région climatique  Côtes de la Manche orientale, caractérisée par un faible ensoleillement (1 550 h/an) ; forte humidité de l’air (plus de 20 h/jour avec humidité relative > 80 % en hiver), vents forts fréquents. Parallèlement le GIEC normand, un groupe régional d’experts sur le climat, différencie quant à lui, dans une étude de 2020, trois grands types de climats pour la région Normandie, nuancés à une échelle plus fine par les facteurs géographiques locaux. La commune est, selon ce zonage, exposée à un « climat contrasté des collines », correspondant au Pays d’Auge, Lieuvin et Roumois, moins directement soumis aux flux océaniques et connaissant toutefois des précipitations assez marquées en raison des reliefs collinaires qui favorisent leur formation.
Pour la période 1971-2000, la température annuelle moyenne est de 10 °C, avec  une amplitude thermique annuelle de 13,5 °C. Le cumul annuel moyen de précipitations est de 853 mm, avec 12,8 jours de précipitations en janvier et 8,6 jours en juillet. Pour la période 1991-2020, la température moyenne annuelle observée sur la station météorologique la plus proche, située sur la commune de Bernay à 10 km à vol d'oiseau, est de 10,9 °C et le cumul annuel moyen de précipitations est de 666,9 mm,. Pour l'avenir, les paramètres climatiques de la commune estimés pour 2050 selon différents scénarios d’émission de gaz à effet de serre sont consultables sur un site dédié publié par Météo-France en novembre 2022.

## Urbanisme

### Typologie
Au 1er janvier 2024, Saint-Mards-de-Fresne est catégorisée commune rurale à habitat dispersé, selon la nouvelle grille communale de densité à 7 niveaux définie par l'Insee en 2022.
Elle est située hors unité urbaine. Par ailleurs la commune fait partie de l'aire d'attraction de Bernay, dont elle est une commune de la couronne,. Cette aire, qui regroupe 36 communes, est catégorisée dans les aires de moins de 50 000 habitants,.

### Occupation des sols
L'occupation des sols de la commune, telle qu'elle ressort de la base de données européenne d’occupation biophysique des sols Corine Land Cover (CLC), est marquée par l'importance des territoires agricoles (97,5 % en 2018), une proportion identique à celle de 1990 (97,5 %). La répartition détaillée en 2018 est la suivante : 
terres arables (75,7 %), prairies (21,7 %), forêts (2,5 %). L'évolution de l’occupation des sols de la commune et de ses infrastructures peut être observée sur les différentes représentations cartographiques du territoire : la carte de Cassini (XVIIIe siècle), la carte d'état-major (1820-1866) et les cartes ou photos aériennes de l'IGN pour la période actuelle (1950 à aujourd'hui).

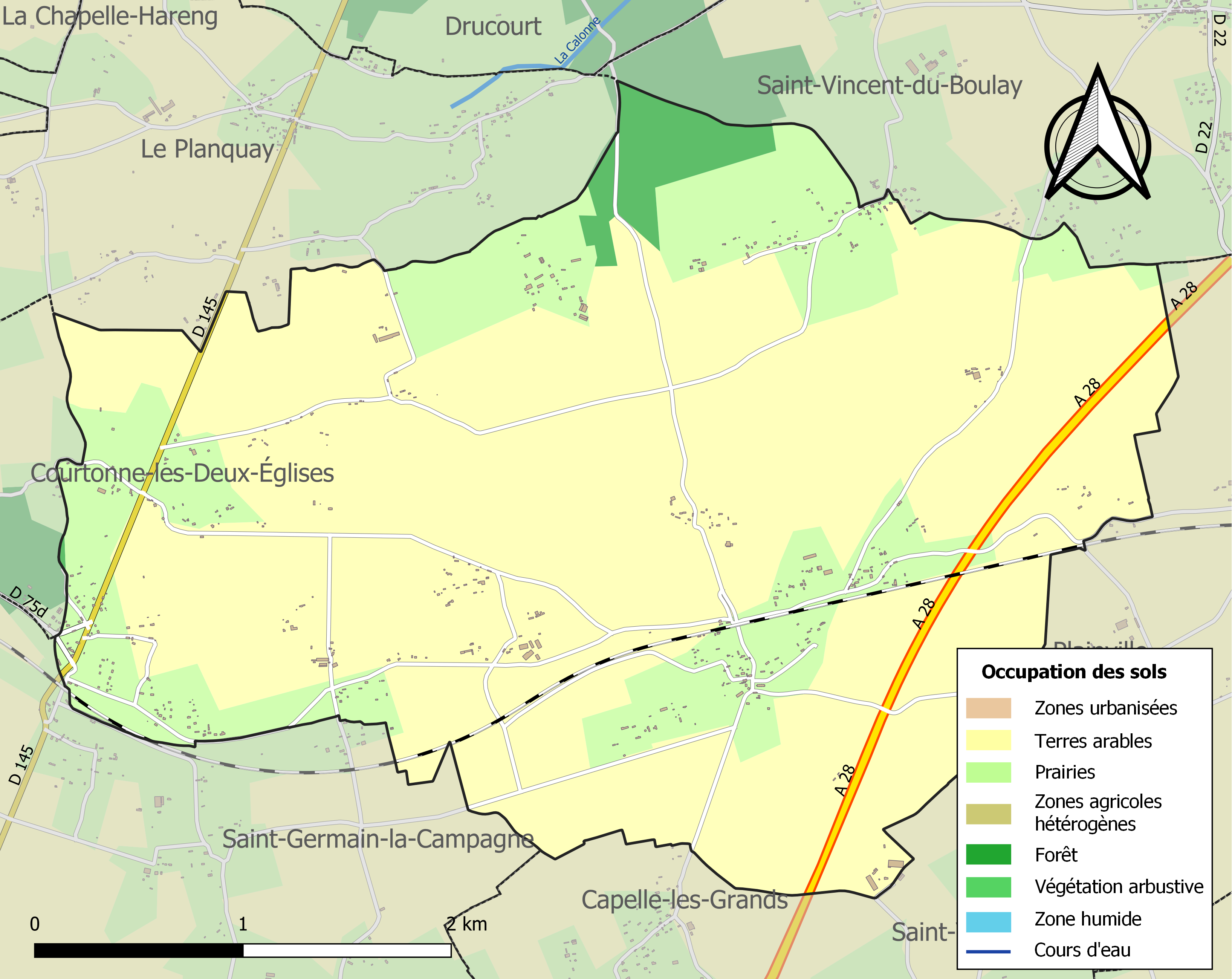
Carte des infrastructures et de l'occupation des sols de la commune en 2018 (CLC).

## Toponymie
Le nom de la localité est attesté sous les formes Sanctus Medardus de Fracinis (cartulaire de Lyre) ou Sanctus Medardus de Fraxinis en 1271, Saint Maart de Fresnes en 1304 (L. P.), Saint Médard de Fresnes en 1450 (aveu de l’abbé de Bernay), Saint Mars de Fresnes vers 1610 (aveu de Charlotte des Ursins), Saint Mards de Fresne en 1793, Saint-Mard-de-Fresne en 1801.

Saint-Mards est un hagiotoponyme qui désigne saint Médard, évêque de Noyon au VIIe siècle.
Fresne, attesté sous les formes Fraxinus vers l'an 1000 (dotalit. de Judith); Fraxines en 1025 (charte de Richard II); Frascini en 1234, Fraines au XIIIe siècle (L. P.); Fresnes en 1234 (charte de Robert de Fresnes), en ancien français,  signifie « frêne » et fait référence à l'arbre.

## Politique et administration
| Période                                  | Période  | Identité       | Étiquette | Qualité                                |
| ---------------------------------------- | -------- | -------------- | --------- | -------------------------------------- |
| Les données manquantes sont à compléter. |          |                |           |                                        |
| ca 1943                                  |          | André Boutelet |           | Nommé conseiller départemental en 1943 |
| Les données manquantes sont à compléter. |          |                |           |                                        |
| ca 1981                                  |          | Roger Versavel |           |                                        |
| Les données manquantes sont à compléter. |          |                |           |                                        |
| mars 2001                                | En cours | Alain Beaunier | DVD       | Agriculteur                            |

## Démographie
L'évolution du nombre d'habitants est connue à travers les recensements de la population effectués dans la commune depuis 1793. Pour les communes de moins de 10 000 habitants, une enquête de recensement portant sur toute la population est réalisée tous les cinq ans, les populations de référence des années intermédiaires étant quant à elles estimées par interpolation ou extrapolation. Pour la commune, le premier recensement exhaustif entrant dans le cadre du nouveau dispositif a été réalisé en 2007.

En 2022, la commune comptait 344 habitants, en évolution de +1,18 % par rapport à 2016 (Eure : −0,25 %, France hors Mayotte : +2,11 %).
| 1793 | 1800 | 1806 | 1821 | 1831 | 1836 | 1841 | 1846 | 1851 |
| ---- | ---- | ---- | ---- | ---- | ---- | ---- | ---- | ---- |
| 672  | 722  | 727  | 722  | 804  | 800  | 810  | 840  | 809  |

| 1856 | 1861 | 1866 | 1872 | 1876 | 1881 | 1886 | 1891 | 1896 |
| ---- | ---- | ---- | ---- | ---- | ---- | ---- | ---- | ---- |
| 805  | 809  | 745  | 709  | 703  | 649  | 607  | 574  | 536  |

| 1901 | 1906 | 1911 | 1921 | 1926 | 1931 | 1936 | 1946 | 1954 |
| ---- | ---- | ---- | ---- | ---- | ---- | ---- | ---- | ---- |
| 456  | 415  | 432  | 351  | 366  | 370  | 359  | 399  | 380  |

| 1962 | 1968 | 1975 | 1982 | 1990 | 1999 | 2006 | 2007 | 2012 |
| ---- | ---- | ---- | ---- | ---- | ---- | ---- | ---- | ---- |
| 366  | 301  | 325  | 349  | 328  | 317  | 337  | 339  | 350  |

| 2017 | 2022 | - | - | - | - | - | - | - |
| ---- | ---- | - | - | - | - | - | - | - |
| 334  | 344  | - | - | - | - | - | - | - |

## Culture locale et patrimoine

### Lieux et monuments
- Église Saint-Mards

Saint-Mards-de-Fresne compte deux édifices inscrits au titre des monuments historiques :
- le manoir de la Motte (XVe),  Inscrit MH (2004)[33].
Le manoir fortifié a été construit après 1496, en pierre de taille calcaire et briques, sans doute sur un ancien site castral. Le plan d'origine est rectangulaire, avec deux grands logis à tours d'angle se faisant face, séparés par une cour centrale et reliés par des murs maçonnés. La partie sud a sans doute été détruite avant le XVIIIe siècle. Du manoir du XVe siècle, il ne subsiste que la partie nord avec le logis rectangulaire flanqué de deux tours rondes aux angles. La façade sud a été remontée en pan de bois à grille. Les éléments défensifs se concentrent essentiellement dans les parties inférieures des tours et de la salle basse, sous forme de canonnières à double ébrasement. Ce manoir présente toutes les caractéristiques de la maison-forte de la fin du XVe siècle ;
- le manoir de la Fromentière (XVIIIe),  Inscrit MH (1976)[34].